# Sidi Alassane Touré
Sidi Alassane Touré, né le 26 juin 1970 à Niafunké, est un général de l'armée malienne.

## Biographie
Sidi Alassane Touré naît le 26 juin 1970 à Niafunké, dans la région de Tombouctou, au Mali.

### Formation
Il est formé de 1993 à 1996 à l'École militaire interarmes de Koulikoro. Il est formé au renseignement en Égypte en 1998, puis à l'usage des blindés aux États-Unis en 1999-2000 au Command and General Staff College,.

### Commandements militaires
Il est commandant adjoint du 133e escadron de reconnaissance de Gao de 1996 à 1998. Il reçoit ensuite de nombreuses responsabilités dans le domaine du renseignement, jusqu'à être nommé directeur de la sécurité de l'état en mars 2012 par les putschistes du CNRDRE. Lieutenant-colonel de 2011, il est nommé colonel à titre exceptionnel en 2012. En 2013, après que Touré a été nommé général de brigade par le président IBK, le général Moussa Diawara le remplace à la tête de la sécurité d’état. Le général Touré est ensuite arrêté le 14 février 2014 pour son rôle dans le l'écrasement du contre-coup d'État du 30 avril 2012 et la mutinerie du 30 septembre 2013, Il est blanchi par la justice malienne en janvier 2016.

### Responsabilités civiles
En 2017, il est nommé gouverneur de la région de Mopti. Il est nommé général de division le 20 septembre 2018. Il est révoqué le 13 juin 2019 après le massacre de Sobane-Kou.
Il est nommé Secrétaire Permanent adjoint du Conseil de Sécurité Nationale le 23 octobre 2019.

### Famille
Il est marié et père de trois enfants.